# Rudolf-Insel
Die Rudolf-Insel (russisch остров Рудольфа, Ostrow Rudolfa) ist die nördlichste Insel des Franz-Josef-Landes und mit 297 km² und Rang 16 eine der größeren Inseln des Archipels. Sie wurde während der Österreichisch-Ungarischen Nordpolexpedition (1872–1874) entdeckt und nach dem Kronprinzen Rudolf von Österreich-Ungarn ursprünglich von Julius Payer Kronprinz Rudolph Land benannt. Auf der Insel befindet sich mit dem Kap Fligely der nördlichste Landpunkt Eurasiens.
Die Insel war Ausgangspunkt für Pol-Expeditionen Ende des 19. und Anfang des 20. Jahrhunderts (Teplitz-Bucht). Der russische Polarforscher Georgi Jakowlewitsch Sedow starb 1914 nahe der Rudolf-Insel und wurde auf ihr begraben.

## Kap Fligely
Die aus der umgebendem Eiskappe der Rudolf-Insel ins Polarmeer ragende Kapspitze stellt den nördlichsten Landpunkt Eurasiens dar.

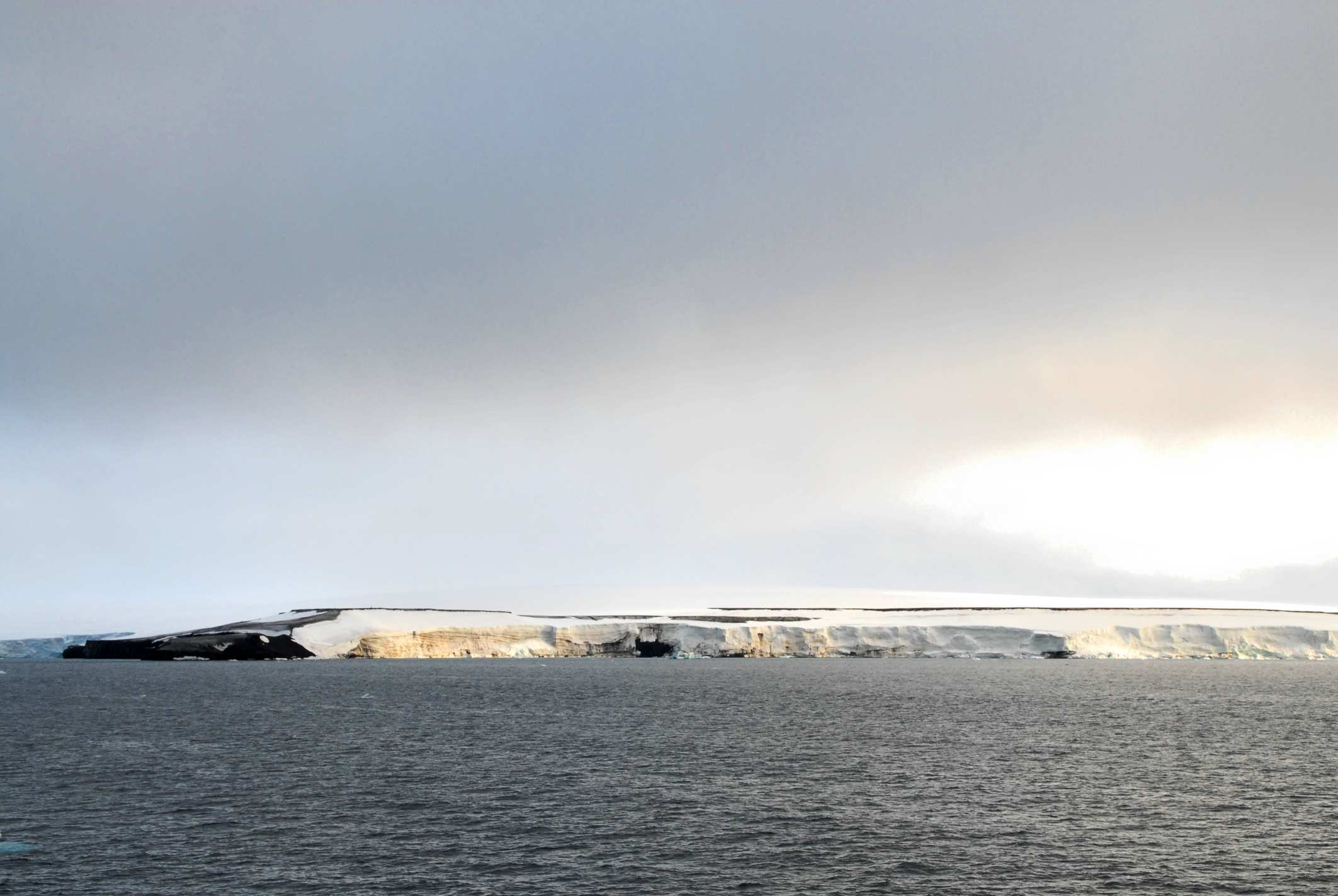
Kap Fligely: Nordspitze der Rudolf-Insel, nördlichste Landspitze Eurasiens (81°50‘35’’N, 59°14‘22’’O)
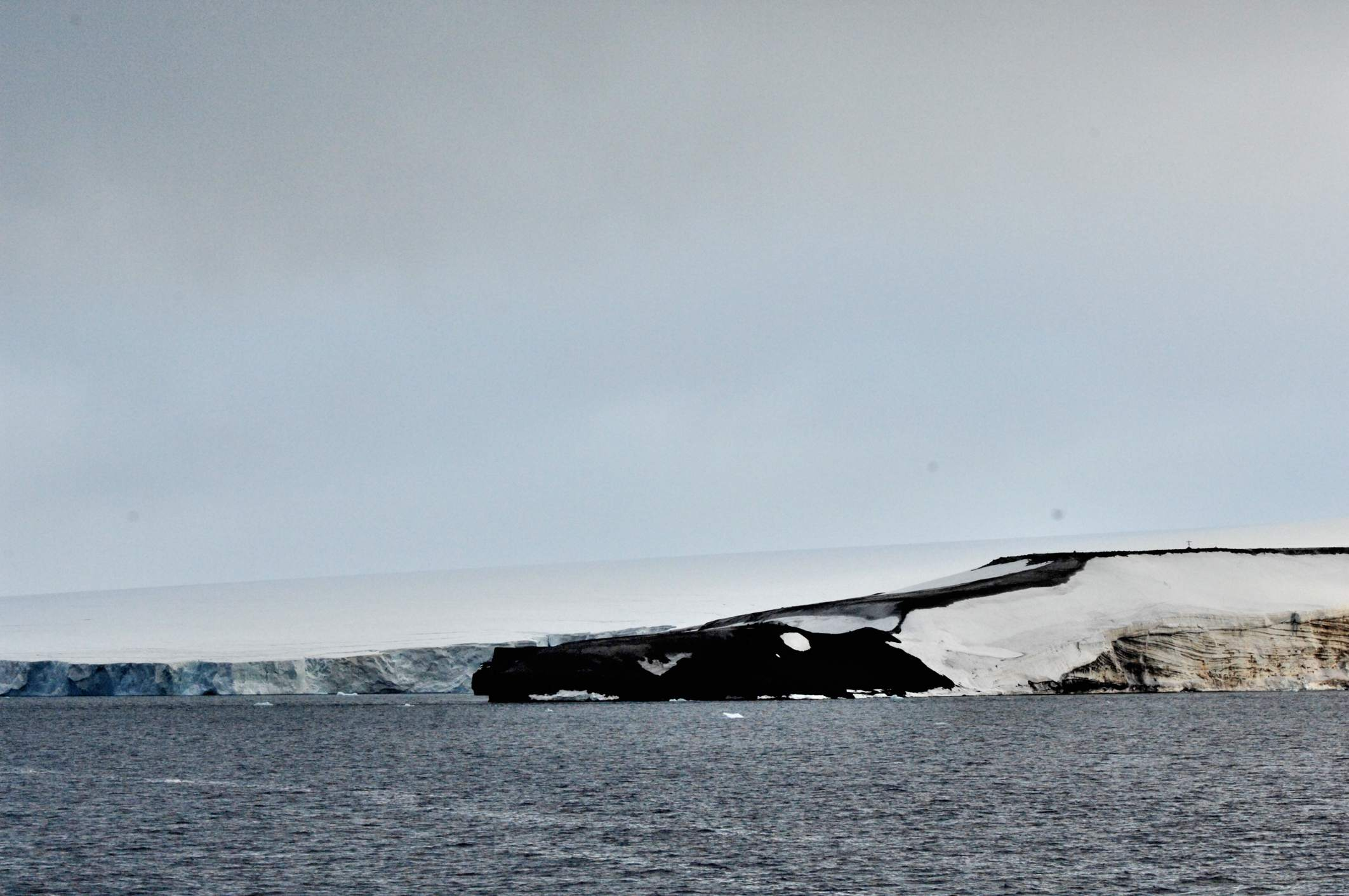
Kap Fligely (Rudolf-Insel, Franz-Josef-Land)
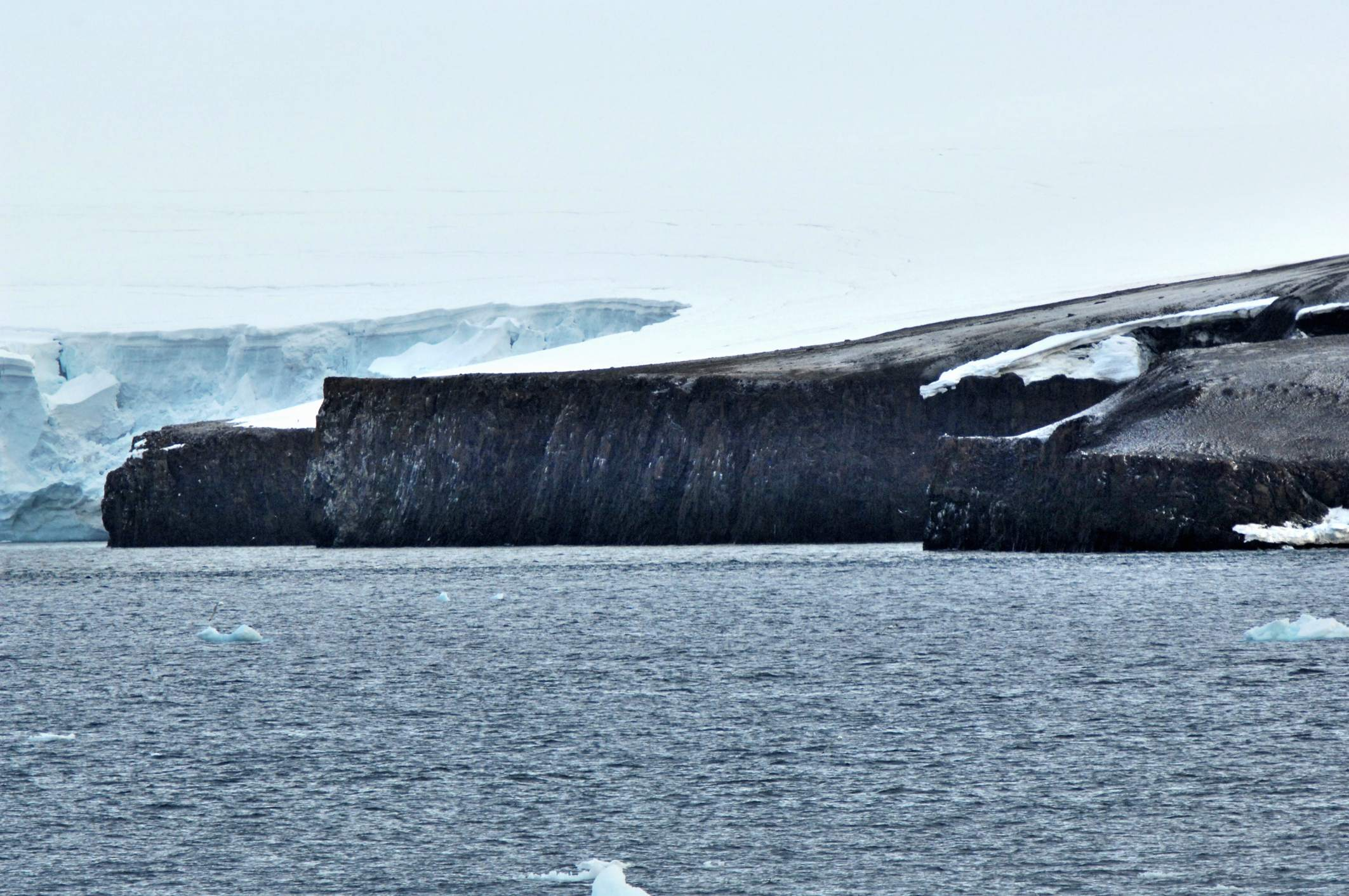
Kap Fligely (Rudolf Island)
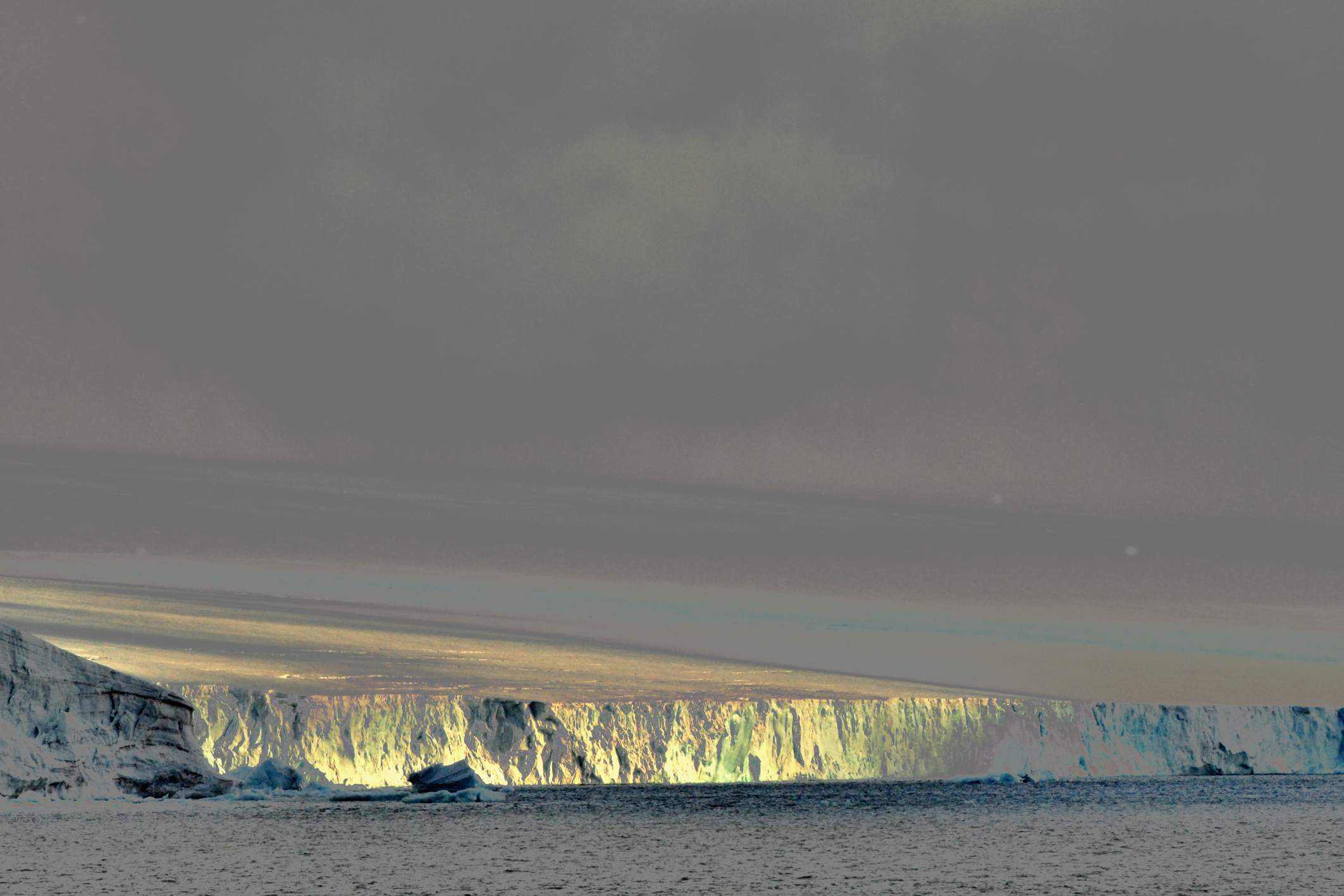
Rudolf-Insel: Gletscher am Kap Fligely

## Polarstation
Im Sommer 1932 wurde im Rahmen des Zweiten Internationalen Polarjahres im Westen der Insel auf dem Kap Stolbowoi nördlich der Teplitz-Bucht eine Wetterstation eingerichtet. Vier Personen unter N. F. Balabin überwinterten dort. Nach einer vorübergehenden Schließung war die Station wieder von Sommer 1936 bis 1995 (mit einer kriegsbedingten Unterbrechung von April 1942 bis 1947) in Betrieb. 1937 diente die Station als Basis für die Nordpolexpedition unter Papanin. In deren Rahmen wurden in der Nähe der Station sowie auf der Eiskuppel Landepisten für die von der Expedition genutzten Tupolew-ANT-6-Flugzeuge eingerichtet.

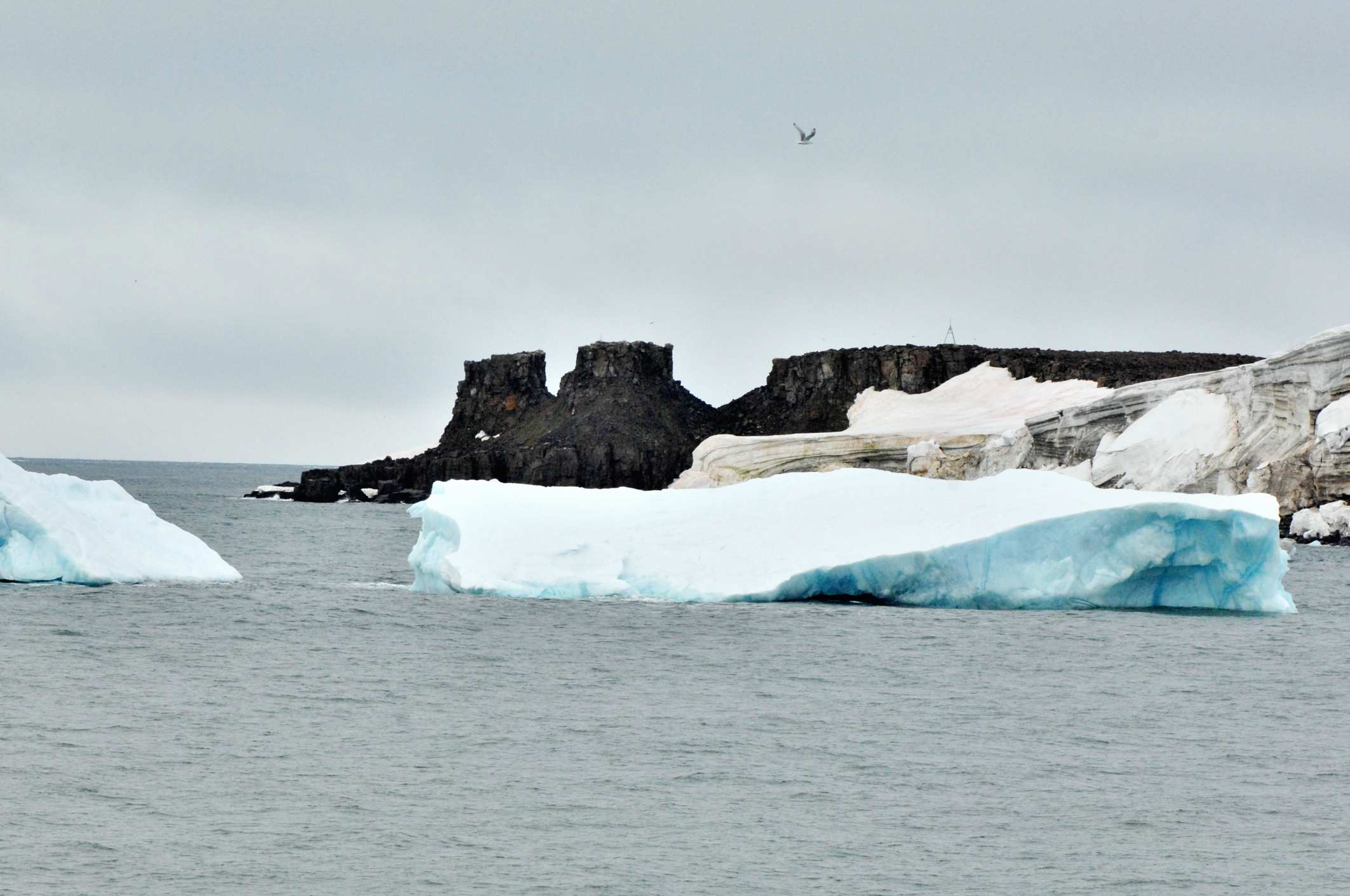
Kap Stolbowoi (Nordwestecke der Rudolf-Insel; 81°45‘22‘‘N, 57°57‘32‘‘O)
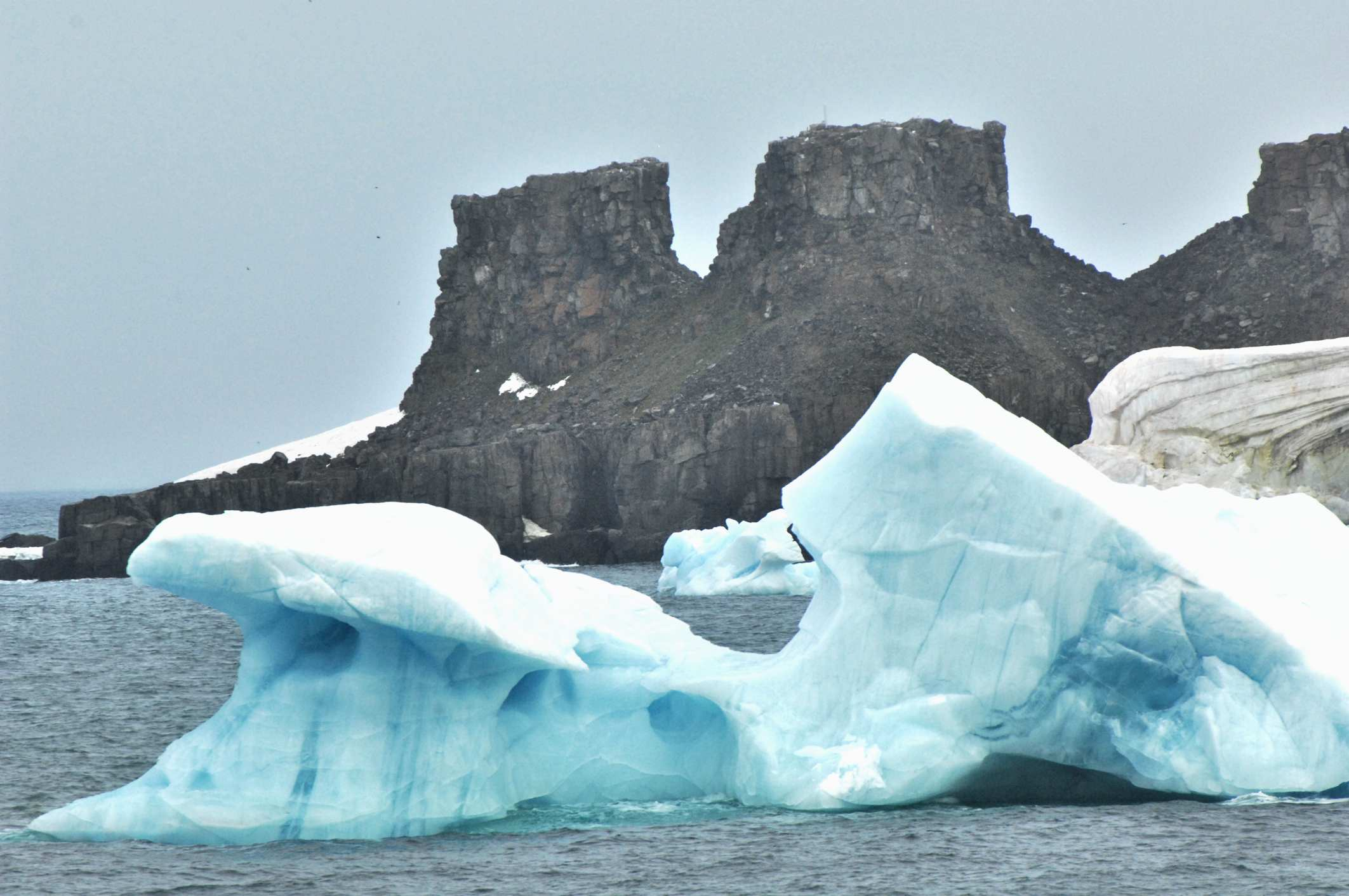
Kap Stolbowoi
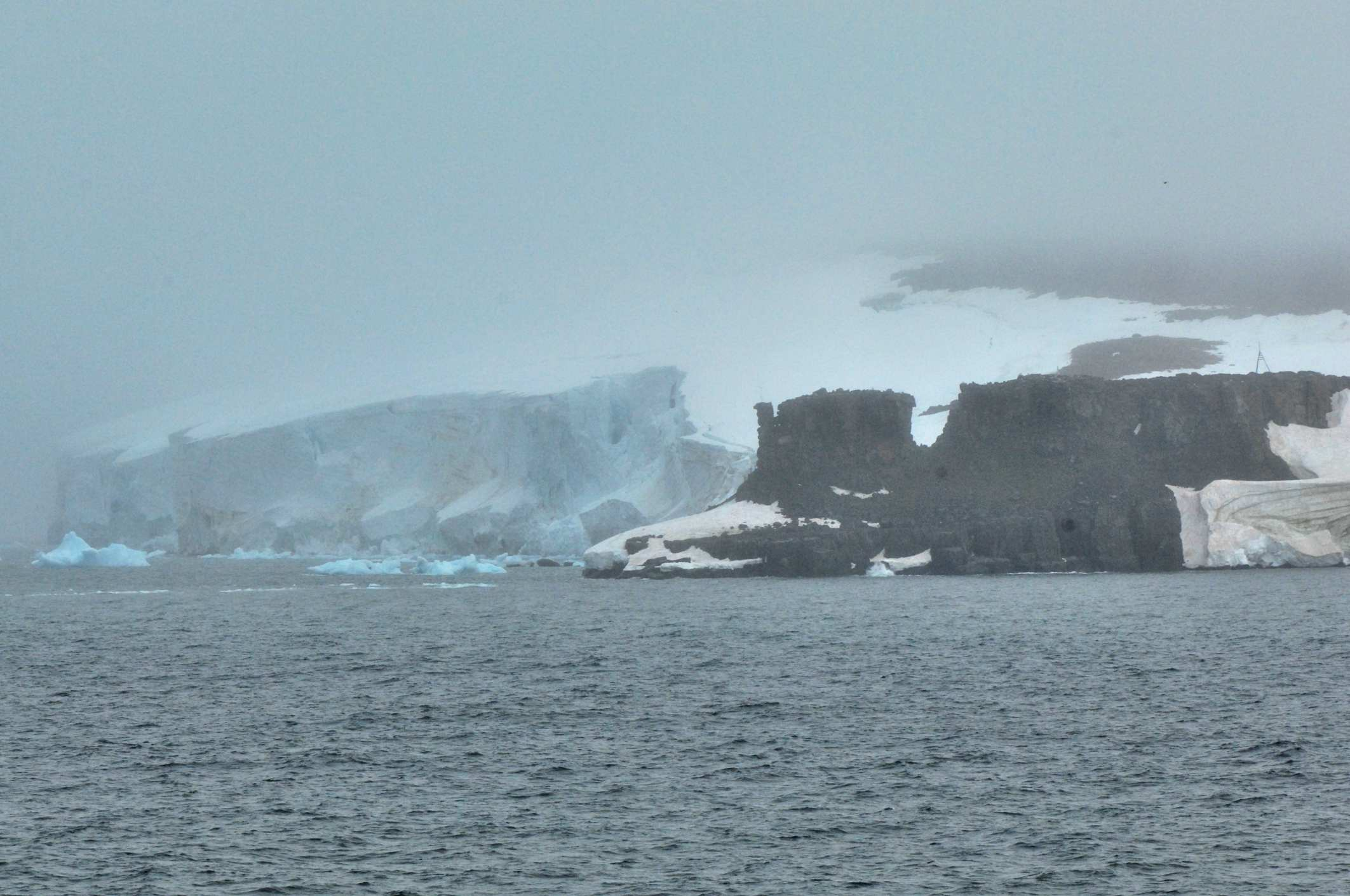
Kap Stolbowoi
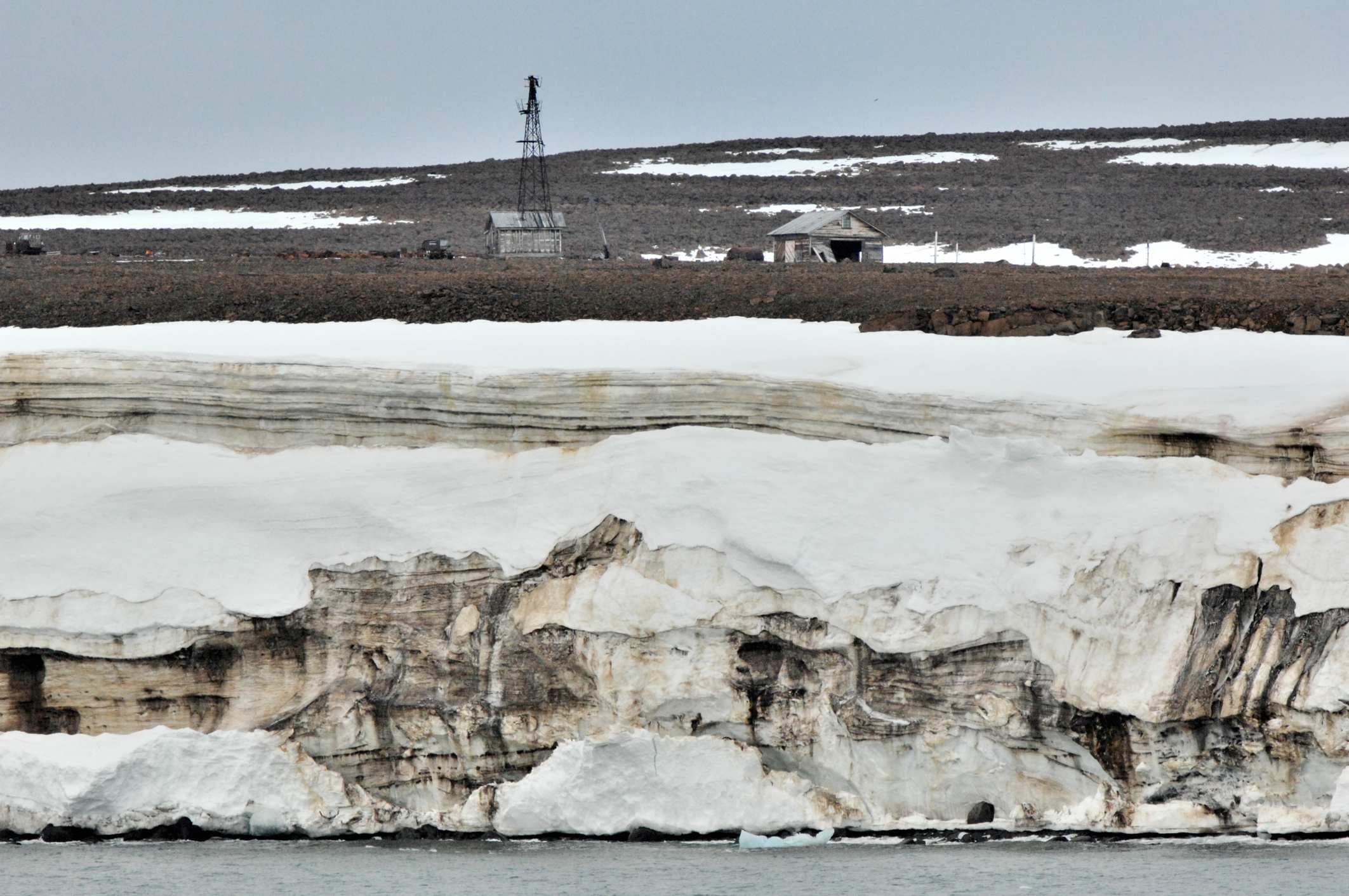
Teplitz-Bucht nahe Kap Stolbowoi mit den Resten der Polarstation
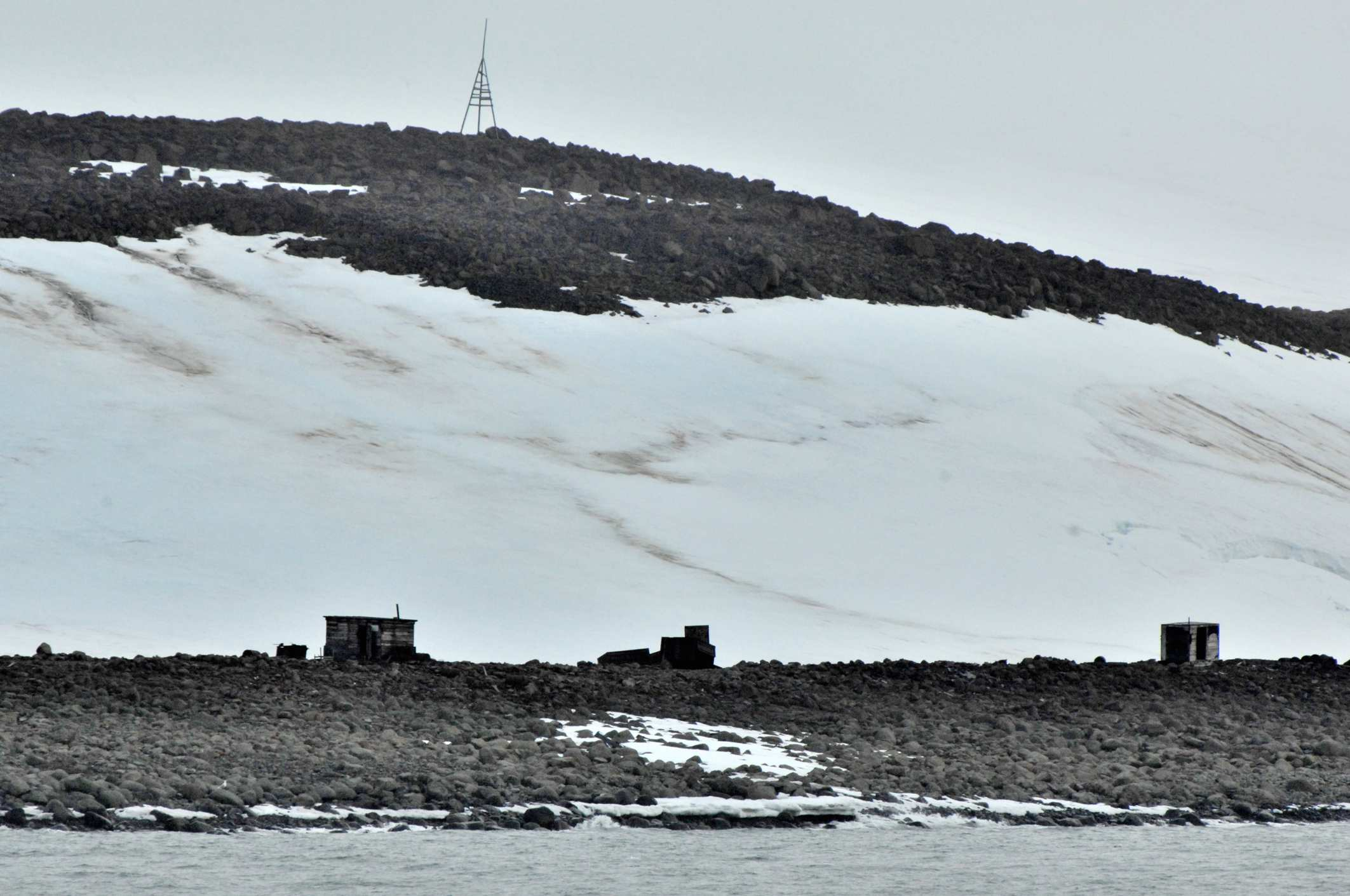
Teplitz-Bucht
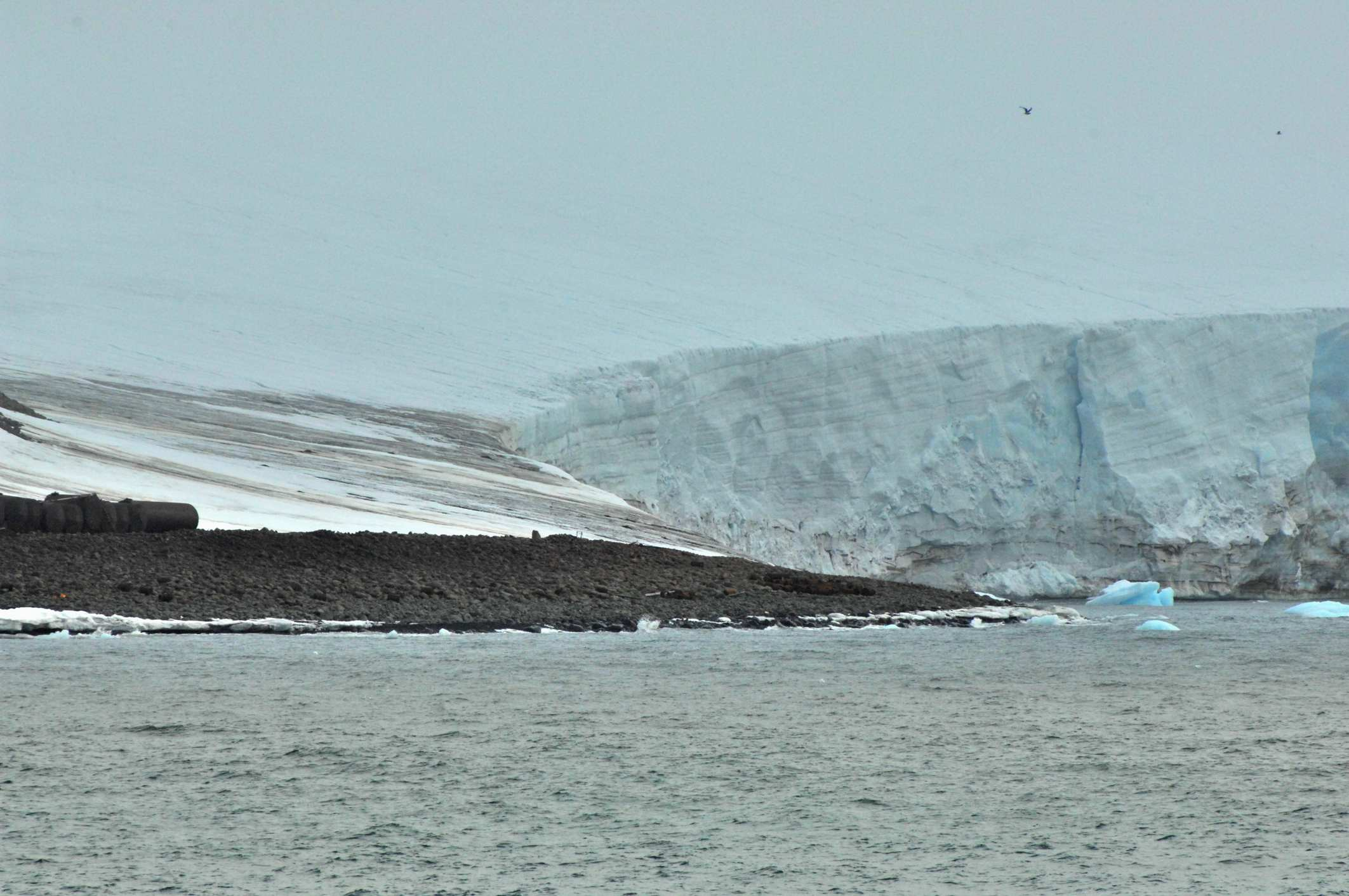
Teplitz-Bucht